# Oscar Stembridge
Oscar Charles Stembridge, född 29 december 2007 i London, är en svensk sångare, musiker och låtskrivare. Bosatt i Vellinge kommun.

## Karriär
Stembridge började med att lägga upp sina coverversioner på Instagram och Youtube. Klippen spreds fort och han fick snabbt många följare som bland annat ledde till att han fick åka till Los Angeles för att spela in två egna låtar. Redan som 10-åring fick han skivkontrakt med Universal Music Sweden. 2019 medverkade han i Allsång på Skansen. 2020, på kronprinsessan Victorias födelsedag, medverkade han på Victoriadagarna. Han vann 2022 Denniz Pop Awards för bästa nykomling. 2024 medverkade han i TV-programmet America's Got Talent med sin egenkomponerade låt What if. Efter beröm för framträdandet och fyra ja från domarna gick Stembridge vidare i tävlingen.
Stembridge har även spelat huvudrollen i SVT-produktionen KÄR från 2020.